# Plethodon kentucki
Espèce
Statut de conservation UICN

 LC  : Préoccupation mineure
Plethodon kentucki est une espèce d'urodèles de la famille des Plethodontidae.

## Répartition
Cette espèce est endémique des États-Unis. Elle se rencontre dans le sud-ouest de la Virginie, dans le Sud-Ouest de la Virginie-Occidentale, dans l'est du Kentucky et dans l'extrême Nord-Est du Tennessee.

## Étymologie
Cette espèce est nommée en référence au lieu de sa découverte, le comté de Harlan au Kentucky.

## Publication originale
- Mittleman, 1951 : American Caudata. VII. Two new salamanders of the genus Plethodon. Herpetologica, vol. 7, p. 105-112.